# Кранц, Жюль Франсуа
Жюль Франсуа Кранц (фр. Jules François Émile Krantz; 29 декабря 1821—25 февраля 1914) — французский адмирал.
В 1873 командовал эскадрой в китайских морях и был временным губернатором Кохинхины в 1874. Несколько раз, с 1888 был морским министром. Написал: «Eléments de la thèorie du navire» (1854) и «Considérations sur le roulis des bâtiments» (1867).